# Traité de Corfou
- Échec de la tentative d'adhésion (Norvège)
- Nouveaux membres de l'Union (Autriche, Finlande et Suède)
- Les 12 anciens membres de l'Union européenne

Le traité de Corfou ou traité d'adhésion de 1994 (nom officiel ci-dessous) a été signé le 24 juin 1994 à l'Achilleion de Corfou et entré en vigueur le 1er janvier 1995, consacre le quatrième élargissement de l'Union européenne, avec l'entrée de l'Autriche, de la Finlande et de la Suède. Il porte modification au traité instituant la Communauté européenne (TCE) et au traité sur l'Union européenne (TUE).
Le peuple norvégien ayant refusé de ratifier le traité lors d'un référendum en novembre 1994, seuls les trois autres pays sont devenus membres le 1er janvier 1995. Les Norvégiens avaient déjà refusé l'adhésion de leur pays à la Communauté économique européenne (CEE) lors du référendum du 25 septembre 1972.

## Nom officiel
Le nom officiel du traité d'adhésion est (en français) :

« Traité entre le Royaume de Belgique, le Royaume de Danemark, la République fédérale d'Allemagne, la République hellénique, le Royaume d'Espagne, la République française, l'Irlande, la République italienne, le Grand-Duché de Luxembourg, le Royaume des Pays-Bas, la République portugaise, le Royaume-Uni de Grande-Bretagne et d'Irlande du Nord (États membres de l'Union européenne) et le Royaume de Norvège, la République d'Autriche, la République de Finlande, le Royaume de Suède, relatif à l'adhésion du Royaume de Norvège, de la République d'Autriche, de la République de Finlande et du Royaume de Suède à l'Union européenne. »

## Compléments